# 연합군 점령하 일본
연합군 점령하 일본(영어: Occupation of Japan, 일본어: 連合国軍占領下の日本 렌고쿠군센료카노니혼[*])은 1945년부터 1952년까지 일본이 연합국의 관리체제에 들어간 시기이다. 블랙리스트 작전(Operation Blacklist)이라는 암호명으로 불린 점령 작전은 샌프란시스코 강화조약이 1951년 9월 8일 조인되고 1952년 4월 28일 발효되어 류큐 제도를 제외한 일본의 주권이 완전히 회복되면서 종료되었다.

## 일본의 항복

### 전쟁 중 연합군의 일본 계획
1945년 7월 26일의 포츠담 회담에서 미국, 영국, 중화민국, 소련 4개국은 독일의 분할점령과 같은 방식으로 일본의 분할점령을 계획하였으며, 그 실행은 9월 이후 몰락 작전을 통해 연합군이 일본 본토를 상륙 점령하면서 이루어질 예정이었다. 하지만 미국의 히로시마·나가사키 원자폭탄 투하와 소련의 만주 전략공세작전 실행 직후 일본의 항복이 이루어졌고, 최종 계획안에서는 연합군 최고사령부가 일본 본토(혼슈, 시코쿠, 규슈, 홋카이도)와 주변 도서를 직접 통치하도록 하고, 해외 식민지들은 연합국들에게 귀속되는 것으로 결정되었다:
- 미국: 한반도 남부, 류큐 제도, 오가사와라 제도, 일본령 미크로네시아
- 소련: 한반도 북부, 남사할린, 지시마 열도
- 중화민국: 타이완, 펑후 제도

점령 계획이 수정된 원인은 알려지지 않고 있다. 원인에 대한 추측으로는 미국의 핵무기 개발에 따른 영향력 확대, 트루먼의 소련에 대한 불신, 얄타 회담 이후 동아시아에서의 소련의 영향력을 제한해야 할 필요성의 대두 등이 있다.
소련은 홋카이도 점령에 관심을 보였다. 이것이 실행되었다면, 소련 점령지에서 공산주의 국가가 수립되었을 것이다. 하지만 동독이나 한반도 북부 등 다른 소련의 점령지에서와 다르게, 이 계획은 트루먼의 반대로 무산되었다.

### 군정의 시작
일본은 1945년 8월 14일, 연합국에게 포츠담 선언 수락을 전하며 포츠담 선언의 수용을 발표했다. 다음 날, 쇼와 천황은 라디오를 통해 일본의 포츠담 선언을 공식 수용했다(옥음방송). 이 날은 대일 전승 기념일 및 광복절이 되었으며, 제2차 세계 대전의 종전을 알리고 파괴된 일본의 재건이라는 여정이 시작된 날이었다. 8월 19일 일본의 관료들이 맥아더를 만나기 위해 필리핀 마닐라로 가서 점령 계획에 대해 브리핑을 받았다. 1945년 8월 28일, 150명의 미군 병력이 가나가와현 아쓰기 비행장으로 공수되었다. 미주리가 그 뒤를 따랐다; 함선에 실린 미국 제4해병사단 병력이 가나가와 현 남쪽 해안에 상륙한 것을 시작으로 미군들이 그 뒤를 따랐다.
맥아더는 8월 30일 도쿄에 도착했으며, 즉시 군의 명령을 하달했다. 연합군의 일본인 약탈과 일본 식량 징발은 금지되었다. 개인과 현 청사 이외에서의 일장기와 욱일기의 사용은 강력히 통제되었다. 이 제한은 1948년에 부분적으로, 그 다음 해에 완전히 해제되었다.
1945년 9월 2일, 일본은 항복 문서에 서명하며 공식적으로 항복했다. 9월 6일, 미국의 트루먼 대통령은 "항복 직후 미국의 대일 정책(US Initial Post-Surrender Policy for Japan)"이라는 문서에 서명했다. 이 문서는 점령에 있어서 두 가지 주요 목표를 설정했다: (1)일본의 전쟁 가능성을 제거하며 (2)일본을 국제 연합을 따르는 민주주의 국가로 변화시킨다는 것이었다. 연합군(주로 미군)이 일본을 지도하게 되며, "1945년의 항복 이후 8달 동안, 일본은 점령군의 자비 하에 있었으며, 일본인들은 연합군의 지령에 따랐다." 점령 사령부의 수장은 맥아더 장군이었으며, 원칙적으로는 연합국 위원회에 통치를 맡겨야 하지만, 그는 이를 따르지 않고 직접 통치했다. 이 결과로, 이 기간 동안 미국의 영향력이 강했으며, 1951년 초반에는 "6개월 동안 미국은 아시아나 세계의 다른 국가들보다도 특히 일본을 가지고 실험을 하는 자유로운 기회를 가졌다"는 평이 나왔다. 맥아더는 일본 통치를 두고, 미국이나 독일과 비교했을 때 "현대 문명의 기준에서 보아, 일본인들은 12세 소년과 비슷할 것"이며, 그들의 문제아적 과거를 고칠 좋은 기회를 가졌다고 언급했다.

### 연합군 최고사령부
대일 전승 기념일에, 해리 S. 트루먼 미국 대통령은 일본 점령을 지도하기 위해 더글러스 맥아더 장군을 연합군 최고사령부(SCAP) 사령관으로 임명했다. 맥아더에게 가장 중요한 것은 식량 공급 체계를 세우는 것이었다; 주요 대도시의 일본 정부 조직과 유통 체계가 붕괴하면서, 거의 모든 사람이 굶주리고 있었다. 조치 이후에도, 수백만 명의 사람들이 항복 후 수 년 동안 기아 직전에 있었다. "굶주리는 이에게 민주주의를 가르칠 수는 없었다". 미국 정부는 일본의 민주화 개혁을 지원하고, 식량 원조로 수십억 달러를 보내왔지만, 이는 일본 정부에 부과된 점령 비용으로 인해 상쇄되었다.

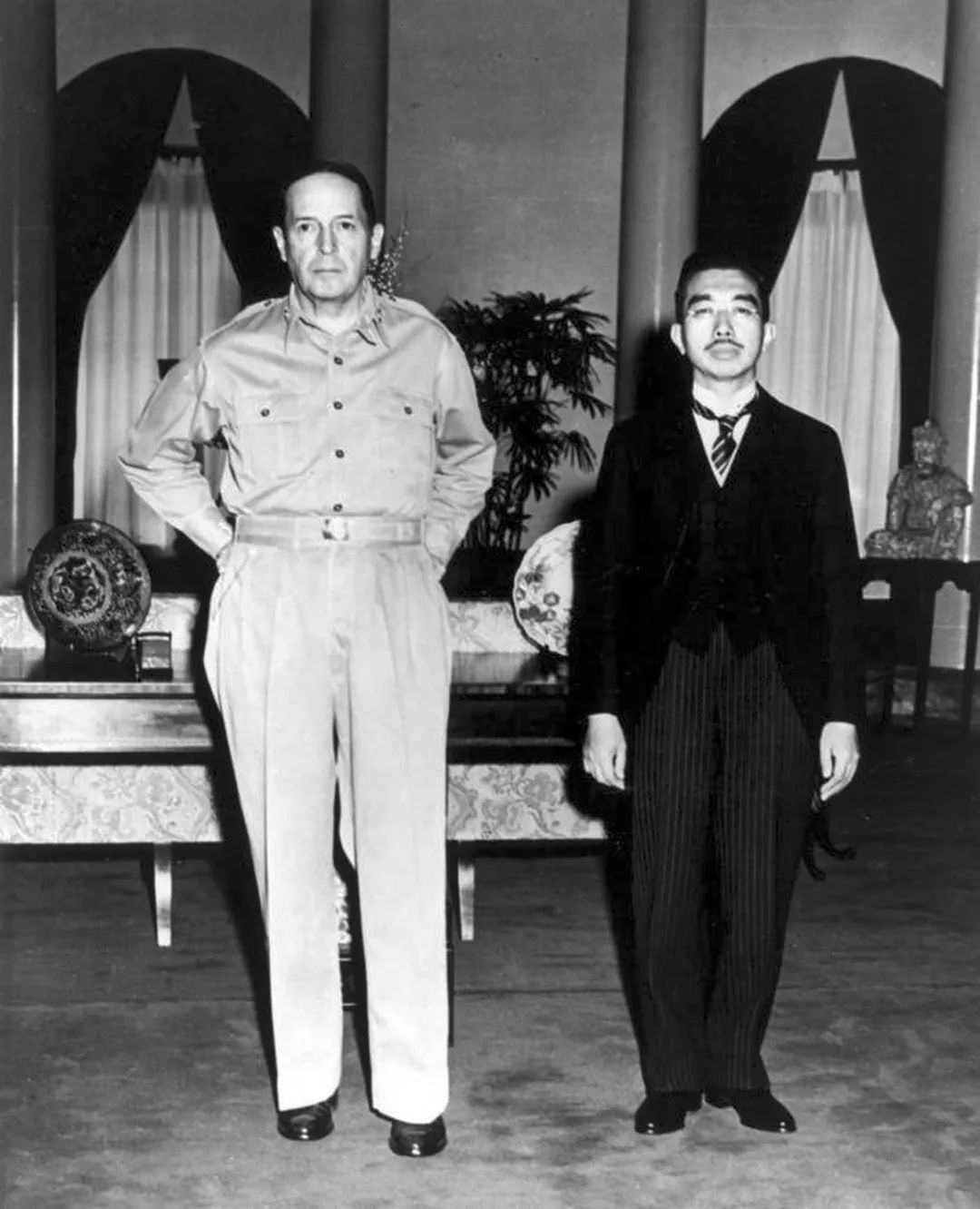
더글러스 맥아더와 쇼와 천황

점령 초기, 미국 정부는 점령지 정부원조(GARIOA)기금을 통해 비상 식량 물자를 공급했다. 회계 연도 1946년에, 이 원조는 9천2백만 미국달러 수준의 차관이 되었다. 1946년 4월부터는 민간구호단체의 구호도 승인되었다. 식량 체계가 정비되자 맥아더는 쇼와 천황의 지원을 얻기 위해 나섰다. 둘은 9월 27일에 처음으로 만났다; 함께 선 둘의 모습은 일본사에서 가장 유명한 사진들 중 하나이다. 몇몇 일본인들은 맥아더가 천황을 만나는 자리에서 넥타이도 매지 않은 채 정복 차림으로 등장한 것에 충격을 받았다. 일본 황실의 처벌 문제에서, 맥아더는 점령 정책을 실행하기 위한 정보를 가지고 있었다. 연합국의 다른 정치적, 군사적 지도자들은 쇼와 천황을 전범으로 재판에 회부하려 했지만, 맥아더는 그러한 기소가 일본인들의 압도적 반발을 불러올 것이라고 주장하며 이에 반대했다. 그는 또한 미카사노미야 다카히토 친왕과 히가시쿠니노미야 나루히코 왕 등 황실 요인들과 미요시 다쓰지(三好達治) 등 천황 퇴위를 주장한 지식인들의 의견도 거절했다.
1945년 말에는 일본 전역에 35만 명 이상의 미군 병력이 주둔했다. 1946년 초, 병력이 대규모로 일본에 재배치되어 도쿄의 다이이치 생명(第一生命) 건물을 사령부로 하는 맥아더 휘하의 제8군 소속이 되었다. 규슈와 시코쿠는 제24보병사단에게 점령되었다. 혼슈는 제1기병사단에게 점령되었다. 홋카이도는 제11공수사단에게 점령되었다.
1950년 6월까지, 이 병력들은 대규모 병력 감축을 당하고 작전 능력이 크게 약화되었다. 한국 전쟁이 발발하자, 제24보병사단 휘하 부대들이 대한민국으로 이동했지만, 경험이 없는 점령군들은 다른 병력들이 지원을 위해 배치될 때까지는 큰 피해를 입고 후퇴할 수밖에 없었다.

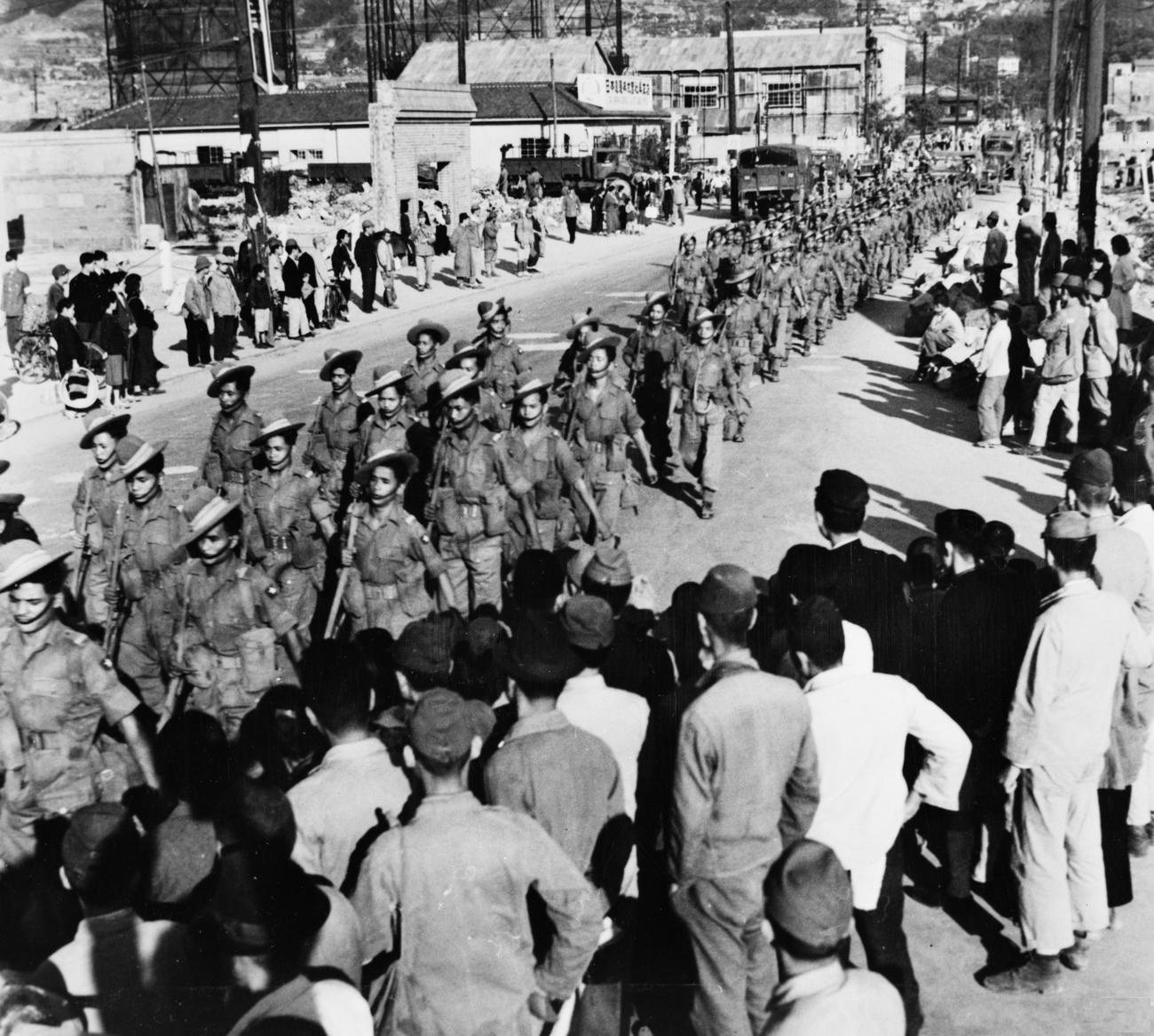
1946년 3월, 영국군 제5구르카소총연대 제2대대 병력이 일본 도착 직후 구레에서 행진하고 있다.

영국군, 오스트레일리아군(호주군), 뉴질랜드군, 인도군 병력으로 구성된 영연방 점령군(BCOF)은 1946년 2월 21일에 동원되었다. 미군이 점령을 총괄하는 역할을 맡은 반면, 영연방 점령군은 비무장화 지도와 일본 군수산업체 해체를 담당했다. 영연방 점령군은 구레에 사령부를 두고 일본 서부의 몇몇 현들을 통제했다. 병력은 최대일 때 약 4만 명이었다. 1947년, 영연방 점령군은 일본에서 병력을 감축하기 시작했고, 1951년에 공식적으로 철수했다.
'극동위원회(Far Eastern Commission)와 연합국 일본위원회(Allied Council for Japan) 또한 일본 점령을 지도하기 위해 설립되었다. 연합국 일본위원회는 1945년 9월경 소련 정부에서 제안했으며, 영국, 프랑스, 중화민국 정부가 이를 지지했다.

## 결과

### 비무장화
연합국의 감독 하에 제정된 일본의 일본국 헌법은 전쟁과 전력 보유를 포기하는 제9조를 포함해 "평화헌법"으로 불린다. 이 조항은 연합국에 의해서가 아니라 일본 정부에서 직접 포함시켰으며, 주로 시데하라 기주로 총리가 이를 맡았다고 알려졌다. 조항은 일본이 공격적인 군사대국이 되지 못하게 하려는 의도였다. 하지만, 미국은 국공 내전과 한국 전쟁 이후 공산주의를 막을 방벽으로서의 군대를 재건하라고 일본을 압박하기 시작했다. 한국 전쟁 중, 일본에 주둔한 미군 병력 대부분이 대한민국으로 재배치되었고, 일본은 거의 무방비 상태에 놓였다. 이에 따라, 군대 수준의 무기가 지급된 경찰예비대(警察予備隊)가 창설되었다. 1954년, 자위대가 그 명칭을 제외하고 모든 면에서 군대의 수준으로 창설되었다. "평화헌법"의 조항을 위반하지 않기 위해, 자위대는 공식적으로는 경찰의 연장선으로서 창설되었다. 이후 일본의 방위비 지출은 국민 총생산의 1% 내외를 유지했다. 자위대는 느리게 방위력을 증강시켜 왔으며, 현재 일본은 방위비 지출에서 세계 8위에 올라 있다.

### 자유화

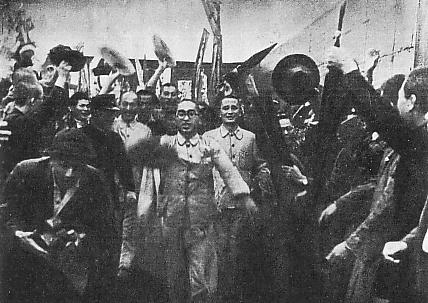
1945년 10월 10일에 일본공산당 당원들이 석방되고 있다.

일본의 사회, 행정, 경제 전반에 걸쳐 모든 부문이 점령 수 년 만에 자유화되었으며 일본 자유주의의 강력한 지지를 얻었다. 역사가들은 이를 1930년대 미국의 뉴딜과 비교하고 있다. 레이 A. 무어(Ray A. Moore)와 도널드 L. 로빈슨(Donald L. Robinson)은 "뉴딜 자유주의는 심지어 맥아더나 코트니 휘트니(Courtney Whitney) 등 보수 공화당원들에게도 자연스러워 보였다"고 언급했다. 1945년 10월 4일 연합군 최고사령부의 정치, 시민, 종교의 자유에 대한 제한의 폐지(Removal of Restrictions on Political, Civil, and Religious Liberties) 지령으로 치안유지법이 폐지되고 모든 정치범들이 석방되었다.

### 경제 개혁
1947년 후반부터, 미국은 일본 국내의 정치적 안정과 경제 성장에 중점을 두기 시작했다. 연합군 최고사령부가 우선순위를 바꾸면서 경제적 분산 정책은 완료되지 못했다. 미국 당국은 사업과 산업 정책을 지원해 일본과 무역 상대국들, 특히 미국 사이의 논쟁을 낳았다. 점령 기간 동안, 연합군 최고사령부는 산업을 독점한 자이바쓰 중 많은 수를 해체했다. 미국의 핵심 분야에서의 개혁 이후, 소련의 위협으로 인해 일본을 경제적 강국으로 만들어야 할 필요성이 생기면서, 이러한 개혁들도 일본 부유층의 영향력으로 방해를 받았다. 그들 중에는 자이바쓰가 일본의 국제적 경쟁을 위해 필요하다고 주장하며 개혁에 저항하는 이들도 있었고, 게이레쓰(系列) 형태의 산업 계열화도 나타났다. 1947년과 1949년 사이, 약 23,000km2(일본 전체 경작지의 38%)의 토지가 일본 정부의 토지개혁을 통해 지주들에게서 매입되어 농민들에게 낮은 가격에 분배되었다. 1950년경, 3백만 명의 소작농이 자작농이 되었으며, 지주들의 전통적 권력 구조는 붕괴했다.

### 민주화
1946년, 일본 제국의회는 연합군 최고사령부의 안을 따르고 프로이센식 일본제국 헌법의 개정안으로서 선포된 일본국 헌법을 통과시켰다. 미국 측에서 그 초안이 만들어진 신헌법은 맥아더와 연합군의 일본 점령을 통한 일본군 통제를 허용했다. 맥아더의 민주화 추진의 한 예로 토지개혁의 실행과 농업에서의 재분배 정책을 들 수 있다. 토지개혁은 경제 성장뿐 아니라 농민 복지를 위해서도 실행되었다. 맥아더의 토지개혁으로 자작농지 비율이 90%로 상승했다. 1945년 12월 15일, 신토 지령(Shinto Directive)으로 국가신토가 폐지되고 군국주의적이나 초국가주의적이라고 간주된 신토 교육과 의식이 금지되었다. 1946년 4월 10일, 78.52%의 남성 투표율과 66.97%의 여성 투표율을 낸 선거에서 요시다 시게루가 전후 첫 내각총리대신에 올랐다.

### 교육 개혁
패전 이전, 일본의 교육은 초등 교육에 이어 "김나지움"과 대학을 두는 독일식에 기반을 두고 있었다. 점령 동안, 일본의 중등 교육은 3년씩의 중학교와 고등학교를 두는 미국식으로 변경되었다: 중학교까지 의무 교육이 적용되었다. 교육칙어와 제국대학은 폐지되었다. 필요성이 제기되었지만 보수층의 반대에 부딪히던 한자 개정 문제(국어국자문제, 国語国字問題)도 해결되었다. 1946년에 당용한자가 발표되어 이후 상용한자가 되며, 맞춤법 또한 개정되었다.

### 여권 신장
제2차 세계 대전 이전, 일본의 여성들에게는 자연권과 참정권이 부정되었다. 패전 이후 제정된 일본국 헌법의 제14조와 제24조는 평등권과 여성의 자연권을 다루고 있다:
- 제14조 ① 모든 국민은 법 아래 평등하며, 인종, 신조, 성별, 사회적 신분 또는 가문에 따라 정치적, 경제적 또는 사회적 관계에 있어서 차별을 받지 아니한다.
- 제24조 ① 혼인은 양성의 합의만에 근거하여 성립하며, 부부가 동등한 권리를 지님을 기본으로 하여 상호의 협력에 의하여 유지되어야 한다.

② 배우자의 선택, 재산권, 상속, 거주의 선정, 이혼과 혼인 및 가족에 관한 그 외 사항에 관하여는, 법률은 개인의 존엄과 양성의 본질적 평등에 입각하여 제정되어야 한다.

## 영향

### 전범 재판

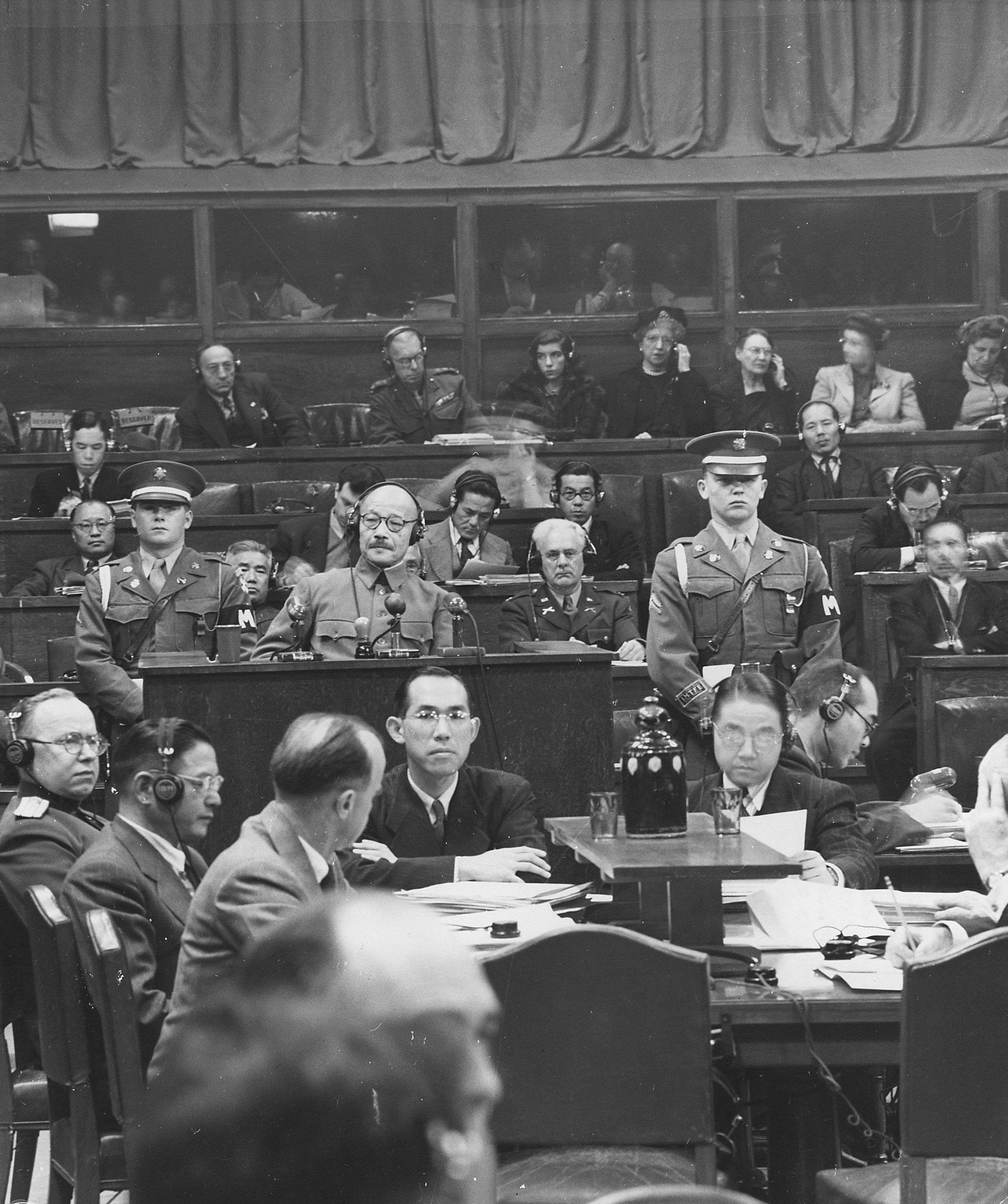
극동국제군사재판의 피고인석에 도조 히데키가 앉아 있다.

다른 개혁들이 진행되는 동안, 다양한 군사재판, 특히 신주쿠의 이치가야(市谷)에서 열린 극동국제군사재판에서는 일본의 전범들을 기소하고 그 중 많은 수에게 사형 및 징역형을 선고했다. 하지만 쓰지 마사노부, 기시 노부스케, 고다마 요시오, 사사카와 료이치 등의 혐의자들, 전쟁에 연루된 쇼와 천황, 지치부노미야 야스히토 친왕, 아사카노미야 야스히코 왕, 후시미노미야 히로야스 왕, 히가시쿠니노미야 나루히코 왕, 다케다 쓰네요시 등의 황실 요인들, 그리고 731부대의—부대장 이시이 시로를 포함한—부대원들은 맥아더에 의해 불기소 처분을 받았다.
극동국제군사재판이 진행되기 이전, 사법계의 고위 인사들과 일본 정부는 연합군 최고사령부와 협조해 전범 혐의자들의 명단을 작성했으며, A급 전범으로 구속되어 스가모 구치소에 수감된 인사들에게 황실 인사들이 전쟁 책임에 연루되지 않도록 하겠다는 서약을 받아냈다. 따라서, 극동국제군사재판 시작 수 개월 전, 맥아더의 요원들은 "천황이 기소되지 않도록 주요 전범 혐의자들의 말을 맞추어" 진주만 공격의 모든 책임을 도조 히데키에게 돌렸다.

### 강간과 위안부
다양한 증언들에 따르면, 미군은 1945년 오키나와 전투 및 군정 초기에 류큐 제도 주민들 수천 명을 강간했다.

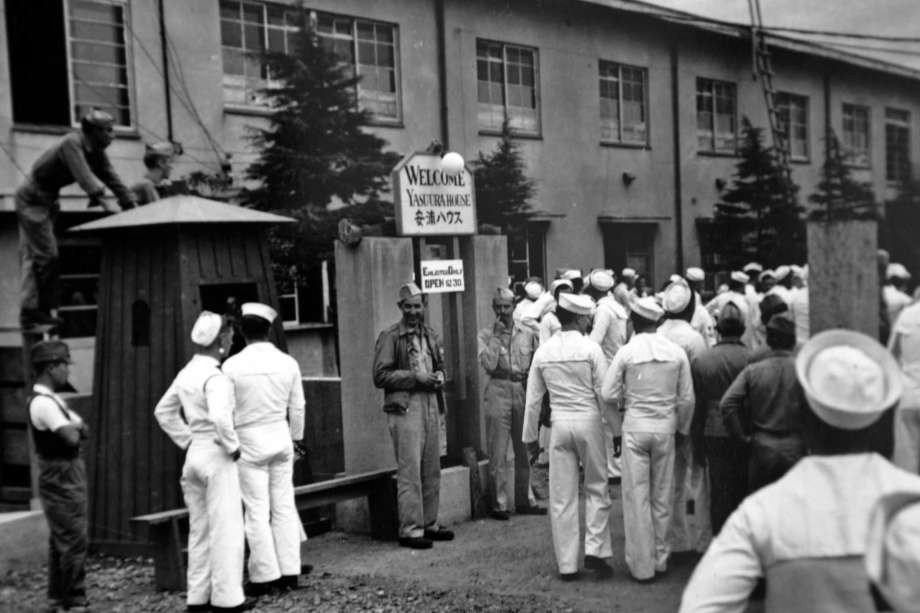
연합군 사병들이 특수위안시설협회를 방문하고 있다.

일본 본토의 민간인들은 연합국 점령군 병력이 일본 여성들을 강간할 가능성을 두려워했다. 일본 정부에서는 일본인들을 보호하기 위해 대규모 위안소인 특수위안시설협회를 설립했다. 연합군 점령 당국의 허가를 받아, 점령군 30만 병력을 대상으로 한 위안소가 설치되었다. 경험이 있는 여성들의 특수 업무를 통해, 일반 여성들 및 소녀들을 보호하는 방파제를 만드는 전략이었다. 존 다우어에 따르면, 일본 정부에서 위안소를 설치할 때 대략 의도했던 대로, 특수위안시설협회가 존재함에도 "점령군의 규모에 비해 강간 발생률은 상대적으로 낮게 유지되었다".:130
하지만, 군인들 사이에서 성병이 급증하자, 맥아더는 1946년 초 위안소를 폐쇄했다. 1월 21일 맥아더는 연합군 최고사령부 지령 제642호(SCAPIN 642)를 선포해 "민주주의의 이상에 위배되는" 위안소 허가를 중단했다. SCAPIN 642는 특수위안시설협회의 운영을 중지시켰지만, 개인의 "자발적 성매매"에는 영향을 주지 않았다. 결국 연합군 최고사령부에서는 1946년 3월 25일 모든 위안 시설에 연합군 인력의 출입을 금지하는 것으로 대응했다. 위안소 폐쇄 이후, 강간 발생률은 거의 여덟 배 증가했다; 다우어는 "한 추계에 의하면 특수위안시설협회가 운영되는 동안에는 일본 여성에 대한 강간과 성폭행이 일 40회 정도였지만, 1946년 초에 운영이 중지된 이후에는 일평균 330회로 증가했다"고 밝혔다. 11월에는 일본 정부에서 성매매가 가능한 지정 구역인 아카센(赤線)을 도입했다.
군정 시작 후 2주가 지나자, 점령 당국에서는 모든 매체를 검열하기 시작했다. 강간 등의 민감한 사회적 논쟁들에 대한 어떤 언급이라도 이에 포함되었다. 다우어에 의하면, 성폭행과 강간은 경찰에 "몇몇 사건 이상"으로밖에는 보고되지 않았다. 다나카 도시유키에 의하면, 군정 초기 5년 동안 오키나와에서 76건의 강간 및 강간살해가 보고되었지만, 그에 의하면 이는 "빙산의 일각"이며 대부분의 강간은 보고되지 않았다.

### 검열
1945년 일본의 항복 이후, 연합군 최고사령부에서는 표현의 자유를 위해 모든 검열과 통제를 폐지했으며, 이는 1947년 일본국 헌법 제21조의 내용으로 포함되었다. 하지만, 전후에도 언론 통제, 특히 음란물 통제는 사실상 유지되었으며, 점령 기간 동안 미국 정부에 의해 정치적 논쟁들은 수면 위로 떠오르지 못했다. 연합국 점령군은 강간 등의 범죄에 대한 보도를 통제했다; 1945년 9월 10일, 연합군 최고사령부에서는 "'점령 목표에 반하는' 모든 보고서 및 통계의 출간을 불법화하는 출판 및 사전 검열 규정을 발부했다".

### 산업 해체
일본이 미래에 미국에게 잠재적 위협이 되는 것을 막기 위해, 극동위원회에서는 일본에서 부분적으로 산업 해체가 이루어져야 한다고 결정했다. 일본 산업 해체는 일본인들의 생활 수준을 1930년-1934년 당시 수준까지 후퇴시키는 것이 그 목표였다. 이후, 일본에서의 산업 해체 정책은 비슷하게 독일에서 시행된 산업 해체 정책보다 덜한 수준으로 시행되었다.

### 추방
일본 제국의 항복은 제국에 합병된 지역들의 반환을 의미했다—만주(일본의 괴뢰국인 만주국)는 중화민국에 반환되었고, 한국은 해방 후 미국과 소련에 의해 분단되었다. 일본 영토를 최대한 많이 점령하기 위해, 소련군은 일본의 항복 이후에도 군사 작전을 계속해, 대규모 민간인 살상을 초래했다. 소련이 남사할린 및 지시마 열도를 점령하자, 일본인 40만 명이 피난하거나 추방되었다. 비슷한 일이 타이완과 만주에서도 일어났으며, 한국에서는 일본인 80만 명이 피난하였다. 일본인의 본국 송환은 해외에서 추방되어 일본 본토로 돌아오는 700만 일본인들을 대상으로 했다.

### 정치
독일의 경우와는 다르게, 점령 기간 일본의 정부는 유지되었다. 비록 맥아더의 공식 기록에는 "제8군 군정"이라 되어 있다 해도, "독일에서는, 나치 정권의 붕괴와 함께, 모든 정부 조직들이 해체되거나, 폐지되었"지만, 일본에서는 "통일되고, 책임 있는 정부"가 "거의 온전히 기능을 유지했다".
일본 정부의 사실상의 권한은 처음에는 강력히 제한되었지만, 전후 첫 총선거가 이루어지기 이전에도 총리 등 정부 주요 인사들은 점령 당국의 이익에 효과적으로 봉사했다. 정당들은 점령 시작과 거의 동시에 재건되었다. 일본사회당과 일본공산당 등 좌익 정당들이 빠르게 재건되었으며, 보수 정당들도 마찬가지였다. 입헌정우회와 입헌민정당(立憲民政党)은 각각 일본자유당(日本自由党)과 일본진보당(日本進歩党)으로 재건되었다. 전후 첫 총선거는 1946년에 이루어졌으며, 일본자유당의 요시다 시게루가 내각총리대신에 올랐다. 1947년 선거에서는, 반요시다 계열이 일본자유당을 떠나 일본진보당과 연합해 민주당(民主党)을 설립했다. 보수의 분열은 일본사회당의 득표를 늘려 내각을 이루게 해 주었지만, 1년이 안 되어 실각하고 말았다. 이후, 일본사회당의 선거 득표는 점차 즐어들었다. 짧은 기간의 민주당 내각 이후, 요시다는 1948년에 돌아와 1954년까지 내각총리대신으로 재임했다.

### 문화적 반응

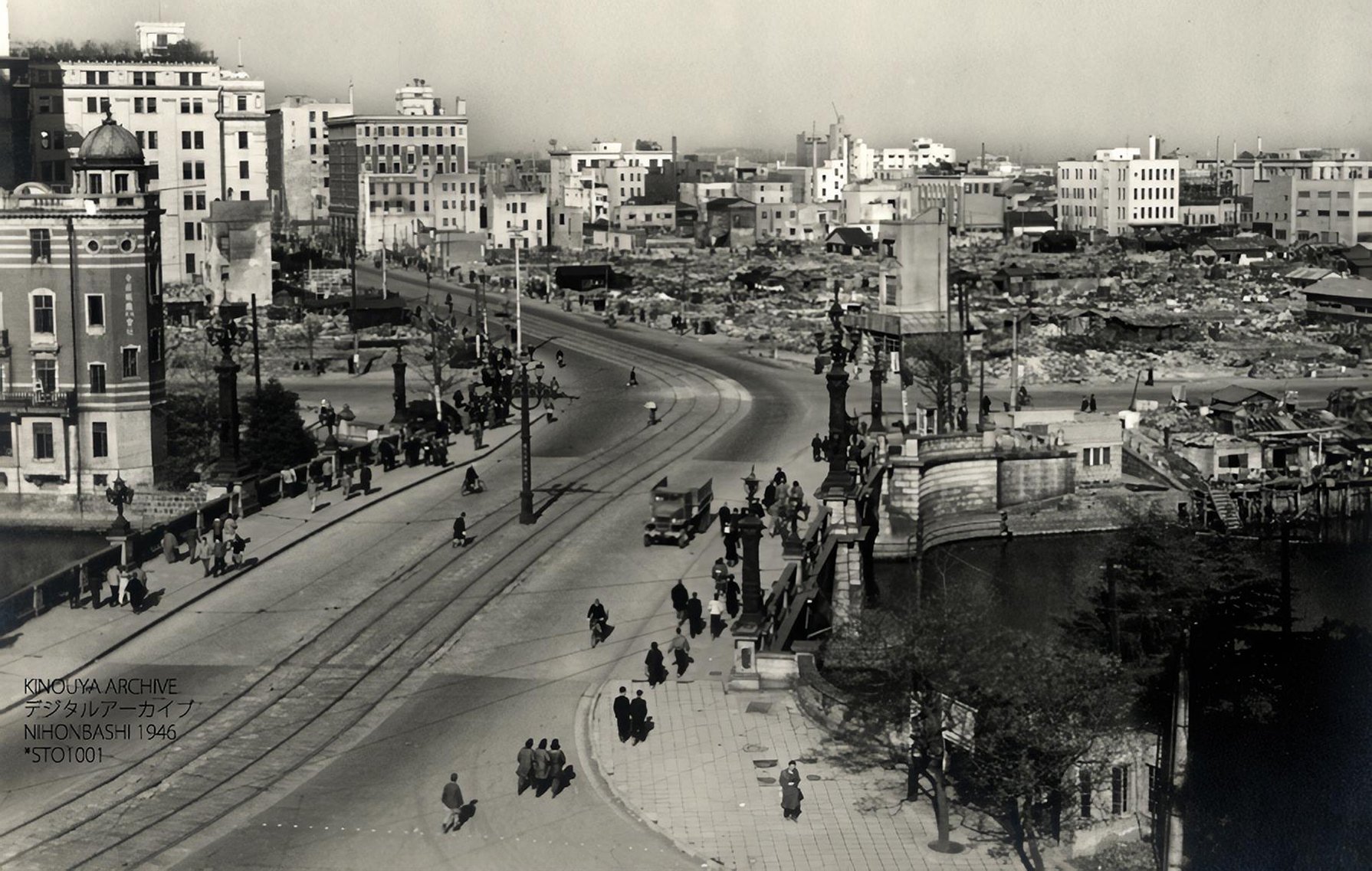
1946년 도쿄 니혼바시

옥음방송은 일본인들에게 엄청난 충격이었다. 일본의 군사력과 무조건적인 승리에 대해 수 년 동안 들어 왔지만, 단 몇 분 사이에 이러한 믿음이 거짓이라는 것이 증명되었다. 하지만 기아와 빈곤 또한 겪고 있던 대부분의 사람들에게 이는 가장 중요한 고민이 아니었다.
전후 일본은 혼돈이었다. 일본 본토 공습으로 수백만 명이 피난했으며, 흉작과 공출로 인한 식량 부족은 한국, 타이완, 중화민국 점령지로부터의 공급이 끊어지자 더욱 악화되었다. 아시아 지역의 일본인들과 수십만 참전 군인들이 본국으로 송환되자 이미 부족한 자원의 문제만 더해졌다. 1945년 10월 1일 이후 15개월 동안 일본인 510만 명 이상이 본국으로 송환되었으며, 1947년까지 1백만 명이 이에 더해졌다. 알코올 및 마약 중독은 주요 사회 문제가 되었다.인플레이션이 만연했고 많은 사람들이 기본적인 생필품들을 찾아 암시장으로 향했다. 암시장들은 결국 1946년 시부야 사건 등의, 폭력 조직들의 영역 싸움의 장이 되었다. 성매매 또한 대폭 증가했다.
"어쩔 수 없다"는 뜻의 "시카타가나이(仕方がない)"라는 표현은 일본과 미국 양쪽의 언론에서 점령기 지속된 가혹한 환경에 대한 일본인들의 체념을 요약하는 데 쓰였다. 하지만, 전후의 고난에 대해 모두가 이렇게 반응한 것은 아니었다. 몇몇은 어려움에 극복했지만, 더 많은 사람들이 회복되어갔다. 국가의 기반이 회복되자, 그들은 다시 일어설 수 있었다.

## 종결
1949년, 맥아더는 연합군 최고사령부의 권력 구조에 대규모 개편을 가해 일본 정부의 권한을 대폭 늘렸고, 점령은 끝으로 향하기 시작했다. 점령의 종결을 알리는 샌프란시스코 강화 조약은 1951년 9월 8일 조인되었다. 조약은 1952년 4월 28일 발효되었으며, 연합군의 점령을 공식적으로 종결하고, 미국의 통치가 유지된 이오섬과 오키나와를 제외한 일본의 주권이 완전히 회복되었다. 이오섬은 1968년에, 오키나와는 1972년에 일본에 반환되었다.
점령군의 철수와 함께, 일본은 미국으로부터 군사적인 보호를 받기 시작했다. 하지만, 미국은 곧 일본의 재군비를 압박하기 시작했고, 그 결과로 자위대가 미국의 지원을 받는 사실상의 군대로서 설립되었다. 하지만, 요시다 독트린에 따라, 일본은 경제 재건에 집중할 수 있도록 미국의 보호에 의존하면서, 방위비 지출보다 경제 성장에 주력하게 되었다. 1960년에 채결된 일본과 미국 간의 상호 협력 및 안전 보장 조약에 따라 점령군이 아닌, 일본의 요청으로 일본에 주둔하는 주일 미군이 현재에도 유지되고 있다. 현재는 도쿄도, 히로시마시, 나가사키시, 아오모리시, 삿포로시, 이시카리시 등지에 미군 기지가 배치되어 있다.

## 같이 보기
- 전후 쇼와 시대
- 일본의 고도 경제 성장
- 미일안전보장조약
- 워싱턴 하이츠 (도쿄)(영어판)

### 내용주
1. ↑  일장기는 점령 초기에 게양에 금지되었다.

### 참조주
1. ↑  Takemae, E. (2003). 《The Allied Occupation of Japan》. Continuum International Publishing Group. ISBN 9780826415219.
2. 1 2  Hasegawa 2005, 271ff.
3. ↑  《Video: Allied Forces Land In Japan (1945)》. Universal Newsreel. 1945. 2017년 11월 29일에 확인함.
4. ↑  text in Department of State Bulletin, September 23, 1945, pp. 423–427.
5. ↑  Takemae, Eiji. 2002 p. xxvi.
6. ↑  Kawai 1951, 23쪽
7. ↑  Hunt, M. H. (2015). The world transformed: 1945 to the present : a documentary reader. Boston: Bedford/St. Martin's. p. 86-87.
8. ↑  Gordon 2003, 228쪽
9. ↑  Kawai 1951, 27쪽
10. ↑  Kawai 1951, 26쪽
11. ↑  Eiji Takemae (2003). 《Allied Occupation of Japan》. A&C Black. 126–쪽. ISBN 978-0-8264-1521-9.
12. ↑  Bix 2001, 571–573쪽
13. ↑  “British Commonwealth Occupation Force 1945–52”. 《awm.gov.au》. 2008년 8월 20일에 원본 문서에서 보존된 문서. 2017년 12월 2일에 확인함.
14. ↑  National Diet Library: Glossary and Abbreviations.
15. ↑  Memorandum by the Soviet Delegation to the Council of Foreign Ministers, Sept. 24, 1945
16. ↑  Douglas MacArthur, Reminiscences (1964), p. 302.
17. ↑  Klaus Schlichtmann, JAPAN IN THE WORLD. Shidehara Kijűrô, Pacifism and the Abolition of War, Lanham, Boulder, New York, Toronto etc., 2 vols., Lexington Books, 2009. See also, by the same author, 'A Statesman for The Twenty-First Century? The Life and Diplomacy of Shidehara Kijûrô (1872–1951)', Transactions of the Asiatic Society of Japan, fourth series, vol. 10 (1995), pp. 33–67
18. ↑  “Japan’s About-Face ~ Introduction - Wide Angle - PBS”. 《pbs.org》.
19. ↑  Eiji Takemae (2003). 《Allied Occupation of Japan》. A&C Black. 241쪽.
20. ↑  Theodore Cohen and Herbert Passin, Remaking Japan: The American Occupation as New Deal (1987)
21. ↑  Ray A. Moore and Donald L. Robinson, Partners for democracy: Crafting the new Japanese state under Macarthur (Oxford University Press, 2004) p 98
22. ↑  “5-3 The Occupation and the Beginning of Reform - Modern Japan in archives”. 《Modern Japan in Archives》. National Diet Library. 2017년 12월 22일에 확인함.
23. ↑  “Glossary and Abbreviations”. 《Birth of the Constitution of Japan》. National Diet Library. 2017년 12월 22일에 확인함.
24. ↑  Takemae, Eiji. 2002 p. xli.
25. ↑  Schaller 1985, 25쪽
26. ↑  Flores 1970, 901쪽
27. ↑  Takemae, Eiji 2002, p. xxxvii.
28. ↑  Hunt, Michael (2013). 《The World Transformed:1945 to the Present》. Oxford University Press. 86쪽. ISBN 9780199371020.
29. 1 2  Hunt, Michael (2013). 《The World Transformed:1945 to the Present》. Oxford University Press. 86–87쪽.
30. ↑  Hunt, Michael (2013). 《The World Transformed:1945 to the Present》. Oxford University Press. 81쪽.
31. ↑  Asahi Shimbun Staff 1972, p. 126.
32. ↑  Dower 1999, 325쪽.
33. ↑  Bix 2001, 583쪽
34. ↑  Bix 2001, 585쪽
35. ↑  Feifer, George, 《The Battle of Okinawa : the blood and the bomb》, 373쪽.
36. ↑  Schrijvers, Peter, 《The GI war against Japan : American soldiers in Asia and the Pacific during World War II》, 212쪽.
37. ↑  Dower 1999
38. ↑  Dower 1999, 130쪽.
39. ↑  Tanaka 2002, 162쪽
40. ↑  Dower 1999, 579쪽.
41. ↑  Lie 1997, 258쪽
42. ↑  Kristof, Nicholas D. (1995년 10월 27일). “Fearing G.I. Occupiers, Japan Urgesd Women Into Brothels”. 《The New York Times》. 2010년 5월 20일에 확인함.
43. ↑  Svoboda, Terèse (2009년 5월 23일), 〈U.S. Courts-Martial in Occupation Japan: Rape, Race, and Censorship〉, 《The Asia-Pacific Journal》, 21-1-09, 2012년 1월 29일에 원본 문서에서 보존된 문서, 2018년 4월 21일에 확인함.
44. ↑  Dower 1999, 412쪽.
45. ↑  Dower 1999, 211쪽.
46. ↑  Tanaka, Toshiyuki. Japan's Comfort Women: Sexual Slavery and Prostitution During World War II, Routledge, 2003, p. 112. ISBN 0-203-30275-3.
47. ↑  Eiji Takemae, Robert Ricketts, Sebastian Swann, Inside GHQ: The Allied Occupation of Japan and Its Legacy. p. 67. (Google books)
48. 1 2  Frederick H. Gareau "Morgenthau's Plan for Industrial Disarmament in Germany" The Western Political Quarterly, Vol. 14, No. 2 (Jun., 1961), pp. 531.
49. ↑  (Note: A footnote in Gareau also states: "For a text of this decision, see Activities of the Far Eastern Commission. Report of the Secretary General, February, 1946 to July 10, 1947, Appendix 30, p. 85.")
50. ↑  “History News Network -  As World War II entered its final stages the belligerent powers committed one heinous act after another”. 《hnn.us》.
51. ↑  Lori Watt (2010). 《When Empire Comes Home: Repatriation and Reintegration in Postwar Japan》. Harvard University Press. 65–72쪽.
52. ↑  《Reports of General MacArthur / MacArthur in Japan: The Occupation: Military Phase》. Center for Military History, United States Army. 1950. 193–194쪽. 2013년 11월 10일에 원본 문서에서 보존된 문서. 2018년 4월 21일에 확인함.
53. ↑  Dower 1999, 90쪽.
54. ↑  Dower 1999, 54쪽.

## 참고 문헌
- Asahi Shimbun Staff, The Pacific rivals; a Japanese view of Japanese-American relations, New York: Weatherhill, 1972. ISBN 978-0-8348-0070-0
- Herbert P. Bix|Bix, Herbert. Hirohito and the Making of Modern Japan. New York: Harper Perennial, 2001. ISBN 0-06-093130-2
- Cripps, D. "Flags and Fanfares: The Hinomaru Flag and the Kimigayo Anthem". In Goodman, Roger & Ian Neary, Case Studies on Human Rights in Japan. London: Routledge, 1996. Pages 76–108. ISBN 1-873410-35-2.
- Dower, John W. (1993), 《Japan in War and Peace》, New York: The New Press, ISBN 1-56584-067-4 or ISBN 1-56584-279-0
- Dower, John W. (1999), 《Embracing Defeat: Japan in the Wake of World War II》, Norton, ISBN 0-393-04686-9
- Feifer, George (2001). 《The Battle of Okinawa : the blood and the bomb》. Guilford, CT: Lyons Press. ISBN 9781585742158.
- Flores, Edmundo. Issues of Land Reform. The Journal of Political Economy, Vol. 78, No. 4, Part 2: Key Problems of Economic Policy in Latin America. (Jul – Aug., 1970), pp. 890–905.
- Goodman, Roger & Kirsten Refsing. Ideology and Practice in Modern Japan London:Routledge, 1992. ISBN 0-415-06102-4
- Gordon, Andrew (2003). 《A Modern History of Japan》. New York: Oxford University Press. ISBN 0-19-511060-9.
- Guillain, Robert. I Saw Tokyo burning: An Eyewitness Narrative from Pearl Harbor to Hiroshima (J. Murray, 1981). ISBN 0-385-15701-0
- Hasegawa, Tsuyoshi. Racing the Enemy: Stalin, Truman, and the Surrender of Japan. Cambridge, MA: Belknap Press of Harvard University Press, 2005. ISBN 0-674-01693-9
- Hood, Christopher Philip (2001). Japanese Education Reform: Nakasone's Legacy. New York, NY: Routledge, Taylor and Francis Group. ISBN 041523283X OCLC 44885267
- Kawai, Kazuo. "American influence on Japanese thinking" Annals of the American Academy of Political and Social Science. Vol. 278, 1951: pg. 23-3.
- Ness, Gayl D. Review of the book Social Origins of Dictatorship and Democracy: Lord and Peasant in the Making of the Modern World. American Sociological Review (1967), Volume 32, Number 5, pages 818–820.
- Schaller, Michael. The American Occupation of Japan: the Origins of the Cold War in Asia. New York, Oxford University Press, 1985. ISBN 0195036263 OCLC 11971554
- Schrijvers, Peter (2002). 《The GI war against Japan : American soldiers in Asia and the Pacific during World War II》. New York: New York University Press. ISBN 9780814798164.
- Sugita, Yoneyuki. Pitfall or Panacea: The Irony of US Power in Occupied Japan, 1945–1952 (Rutledge, 2003). ISBN 0-415-94752-9
- Takemae, Eiji trans. and adpt. by Robert Ricketts and Sebastian Swann. Inside GHQ: The Allied Occupation of Japan and its Legacy. New York, Continuum, 2002. ISBN 0826462472 OCLC 45583413
- Weisman, Steven R. (1990, April 29). "For Japanese, Flag and Anthem Sometimes Divide". The New York Times.

### 참조주
- Aldous, Christopher, and Akihito Suzuki. Reforming Public Health in Occupied Japan, 1945–52: Alien Prescriptions?  (Routledge, 2012) ISBN 978-0-203-14282-0
- Caprio, Mark E. & Yoneyuki Sugita (2007). 《Democracy in Occupied Japan: The U.S. Occupation and Japanese Politics and Society》. Routledge.
- Hirano, Kyōko (1992). 《Mr. Smith Goes to Tokyo: The Japanese Cinema Under the American Occupation, 1945–1952》. Washington, D.C.: Smithsonian Institution. ISBN 1-56098-157-1. OCLC 25367560.
- La Cerda, John. The Conqueror Comes to Tea: Japan under MacArthur. Rutgers University, 1946.
- Mark Gayn (1989년 12월 15일). 《Japan Diary》. Tuttle Publishing.
- Richard B. Finn (1992). 《Winners in Peace: MacArthur, Yoshida, and Postwar Japan》. University of California Press. 112–114쪽.
- Rinjirō Sodei; John Junkerman; Shizue Matsuda (2006년 1월 1일). 《Dear General MacArthur: Letters from the Japanese During the American Occupation》. Rowman & Littlefield. 31–42쪽.

| 일본의 역사 | 일본의 역사                 | 일본의 역사    |
| 이전 시대   | 일본의 군정기 1945년~1952년 | 다음 시대      |
| ----------- | --------------------------- | -------------- |
| 일본 제국   | 일본의 군정기 1945년~1952년 | 전후 쇼와 시대 |